# Kalat al-Dżundi

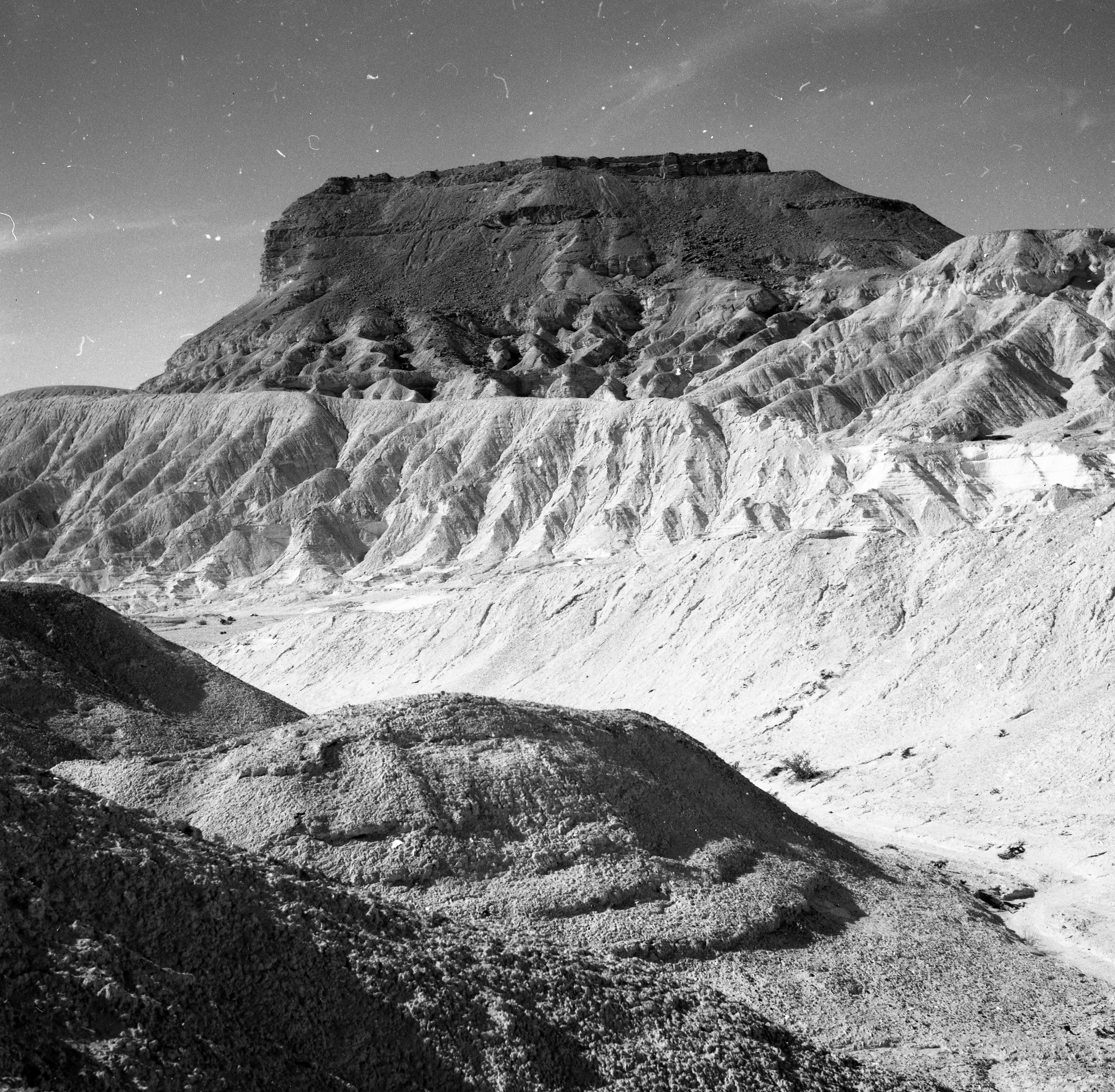
Ruiny fortu

Kalat al-Dżundi (arab. ‏قلعة الجندي‎) – ruiny fortu wzniesionego przez Saladyna w 1187 na półwyspie Synaj. Zbudowany na stromej skarpie o wysokości 285 m, był wykorzystywany również jako karawanseraj.
W 1994 Kalat al-Dżundi został zgłoszony przez Egipt jako kandydat na listę światowego dziedzictwa UNESCO.